# What's the Matter with Helen?
Pour plus de détails, voir Fiche technique et Distribution.
What's the Matter with Helen? est un film américain réalisé par Curtis Harrington, sorti en 1971.

## Synopsis
Après que leurs fils aient été reconnus coupables de meurtre, deux deux femmes décident d'aller vivre à Hollywood. Là-bas elles tiennent une école de danse pour enfant star.

## Fiche technique
- Titre original : What's the Matter with Helen?
- Réalisation : Curtis Harrington
- Scénario : Henry Farrell
- Direction artistique : Eugène Lourié
- Décorateur de plateau : Jerry Wunderlich (en)
- Costumes : Morton Haack
- Photographie : Lucien Ballard
- Montage : William Reynolds
- Musique : David Raksin
- Production : George Edwards, Edward S. Feldman (en) (producteur exécutif) et James C. Pratt (producteur associé)
- Société de production : Filmways Pictures, Raymax Productions
- Société de distribution : United Artists
- Pays de production :  États-Unis
- Langue : anglais
- Genre : Thriller d'horreur
- Format : Couleur - Son : mono
- Durée : 101 minutes
- Date de sortie :
  - États-Unis : 30 juin 1971 (New York)

## Distribution
- Debbie Reynolds : Adelle
- Shelley Winters : Helen
- Dennis Weaver : Linc Palmer
- Micheál MacLiammóir : Hamilton Starr
- Agnes Moorehead : Sœur Alma
- Helene Winston : Mme Greenbaum
- Peggy Rea : Mme Schultz
- Logan Ramsey : Sgt. Détective West
- Paulle Clark : Mme Plumb
- Yvette Vickers : Mme Barker
- Molly Dodd : Mme Rigg
- Samee Lee Jones : Winona
- Robbi Morgan : Rosalie
- Timothy Carey : Le clochard
- Swen Swenson : Le Gigolo

## Distinctions
- Morton Haack (en) nommé pour l'Oscar de la meilleure création de costumes en 1972